# Hr. Ms. K VII
Il K.VII è stato un sottomarino della Koninklijke Marine olandese, affondato in combattimento a Surabaya il 18 febbraio 1942

## Storia

La squadra d'addestramento della Royal Navy nelle Piccole Isole della Sonda a Makassar. Da sinistra a destra: il cacciatorpediniere Panther, che si nasconde accanto alla nave gemella Lynx, la cannoniera Flores con un idrovolante Van Berkel W-Ba sul ponte di poppa e con a fianco il sottomarino K II, la cannoniera Soemba con a fianco il sottomarino K VII, il guardiacoste corazzato De Zeven Provincen con a fianco il sottomarino K VIII e l'incrociatore leggero Java con a fianco il sottomarino K IX.

Il sottomarino a propulsione convenzionale K.VII fu impostato presso il cantiere navale Fijenoord di Rotterdam il 25 luglio 1916, in piena prima guerra mondiale, fu varato l'8 marzo 1921 ed entrò in servizio il 5 settembre 1922. Il 18 settembre 1923 il K VII insieme al K II, e al K VIII e alla nave appoggio sommergibili Pelikaan iniziarono il loro viaggio verso le Indie orientali olandesi, teatro operativo loro destinato. Il gruppo navale era al comando del Kapt.ltz. E.M. Wissmann, e prima della partenza fu ispezionato a Den Helder dal Sbn. C. Fock.
Pelikaan, K II e K VII partirono da Den Helder alle 11:30 del 18 settembre, gettano successivamente l'ancora al largo del porto. Ripartirono intorno alle 12:30 e si diressero verso Gibilterra. il K VIII salpò da Rotterdam e si unì alle altre navi nel Mare del Nord. Le unita viaggiarono via Gibilterra, Tunisi, Alessandria d'Egitto, il canale di Suez, Aden, Colombo e Sabang. A bordo del K II vi era il professor Felix Andries Vening Meinesz che condusse misurazioni della gravità, sbarcando poi a Colombo. L'arrivo delle navi ad Alessandria d'Egitto fu ritardato per l'incaglio della nave appoggio Pelikaan avvenuto a Tunisi. L'11 dicembre 1923 le navi arrivarono a Sabang dove rimasero fino al 7 dicembre, quando salparono per Tanjung Priok dove arrivarono il 24 dicembre. Nel Nederlands Eskader in Oost-Indië formano la Divisione "Pelikaan". Prestò servizio nelle Indie orientali olandesi, e insieme a K II. K VIII e K IX nel marzo 1926 andarono a Tarakan a Manila, nelle Filippine, e rientrarono poi alla base.
Il 7 dicembre 1941 le forze aeronavali giapponesi attaccarono gli Stati Uniti d'America a Pearl Harbor, e sette ore dopo l'attacco il governo dei Paesi Bassi dichiarò guerra all'Impero giapponese. L'8 dicembre il sottomarino K.VII si trovava in posizione di riserva presso la base navale di Surabaya al comando del tenente di vascello della riserva Petrus Johannes Mulder. Il 17 dicembre le forze giapponesi iniziarono le operazioni belliche in vista dell'invasione delle Indie orientali olandesi, e nel febbraio 1942 avvennero i primi sbarchi di truppe. Il 18 febbraio avvenne un attacco aereo contro la base di Surabaya, e nel tentativo di proteggersi il K VII, con un equipaggio di 13 persone, si immerse nelle acque del porto. Il sottomarino fu affondato con la perdita di tutto l'equipaggio.

### Annotazioni
1. ↑  Alcuni corpi furono poi recuperati e tumulati nel cimitero militare di  Kembang Kuning a Surabaya, mentre altri vennero sepolti in mare.

### Fonti
1. 1 2 3  Lenton 1967, p. 31.
2. 1 2 3 4 5 6 7 8 9 10 11 12 13 14 15 16 17  Dutchsubmarines.
3. 1 2 3  U-Boat.